# Foresta di Campigna, Foresta la Lama, Monte Falco
Foresta di Campigna, Foresta la Lama, Monte Falco este o arie protejată (arie specială de conservare — SAC, sit de importanță comunitară — SCI, arie de protecție specială avifaunistică — SPA) din Italia întinsă pe o suprafață de 4.041 ha, integral pe uscat.

## Localizare
Centrul sitului Foresta di Campigna, Foresta la Lama, Monte Falco este situat la coordonatele 43°50′13″N 11°50′02″E / 43.836944°N 11.833889°E.

## Înființare
Situl Foresta di Campigna, Foresta la Lama, Monte Falco a fost declarat arie de protecție specială avifaunistică în octombrie 1988 pentru a proteja 44 de specii de animale. Alte tipuri de protecție:
- sit de importanță comunitară (în iunie 1995)
- arie specială de conservare (în mai 2020)[2][4][5]

## Biodiversitate
Situată în ecoregiunea continentală, aria protejată conține 17 habitate naturale: Pajiști cu Molinia pe soluri calcaroase, turboase sau argilos-nămoloase (Molinion caeruleae), Păduri de fag Asperulo-Fagetum, Păduri de Castanea sativa, Formațiuni de Juniperus communis pe lande sau pajiști calcaroase, Roci stâncoase cu vegetație pionieră de Sedo-Scleranthion sau Sedo albi-Veronicion dillenii, Păduri pe pante, grohotișuri și ravene de Tilio-Acerion, Păduri de fag din Apenini cu Abies alba și păduri de fag cu Abies nebrodensis, Pajiști uscate seminaturale și facies de acoperire cu tufișuri pe substraturi calcaroase (Festuco-Brometalia) (* situri importante pentru orhidee), Păduri aluvionare cu Alnus glutinosa și Fraxinus excelsior (Alno-Padion, Alnion incanae, Salicion albae), Liziere de ierburi înalte hidrofile de câmpie și de nivel montan până la alpin, Formațiuni ierboase bogate în specii de Nardus, dezvoltate pe substraturi silicioase în zone montane (și în zone submontane, în Europa continentală), Păduri de fag din Apenini cu Taxus și Ilex, Fânețe de joasă altitudine (Alopecurus pratensis, Sanguisorba officinalis), Izvoare petrifiante cu formare de travertin (Cratoneurion), Pajiști uscate europene, Pajiști alpine și boreale, Pseudostepă cu ierburi și specii anuale de Thero-Brachypodietea.
La baza desemnării sitului se află mai multe specii protejate:
- păsări (24): uliu porumbar (Accipiter gentilis), fâsă de pădure (Anthus trivialis), lăstunul mare (Apus apus), acvilă de munte (Aquila chrysaetos), caprimulg (Caprimulgus europaeus), cojoaica de pădure (Certhia familiaris), cuc (Cuculus canorus), lăstun de casă (Delichon urbicum), ciocănitoare neagră (Dryocopus martius), muscar-gulerat (Ficedula albicollis), rândunică (Hirundo rustica), capîntortură (Jynx torquilla), sfrâncioc roșiatic (Lanius collurio), ciocârlie de pădure (Lullula arborea), privighetoare (Luscinia megarhynchos), mierlă de piatră (Monticola saxatilis), muscar sur (Muscicapa striata), viespar (Pernis apivorus), codroșul de pădure (Phoenicurus phoenicurus), pitulice de munte (Phylloscopus bonelli), pitulice sfârâitoare (Phylloscopus sibilatrix), Ptyonoprogne rupestris, silvie de câmp (Sylvia communis), mierlă gulerată (Turdus torquatus)
- amfibieni (3): Bombina pachypus, Salamandrina terdigitata, Triturus carnifex
- mamifere (7): liliac cârn (Barbastella barbastellus), lupul (Canis lupus), liliac cu aripi lungi (Miniopterus schreibersii), liliac cărămiziu (Myotis emarginatus), liliac comun (Myotis myotis), liliacul mare cu potcoavă (Rhinolophus ferrumequinum), liliacul mic cu potcoavă (Rhinolophus hipposideros)
- nevertebrate (8): Austropotamobius pallipes, fluturele de noapte (Eriogaster catax), Euplagia quadripunctaria, rădașcă (Lucanus cervus), Osmoderma eremita, gândacul de apă (Rhysodes sulcatus), Rosalia alpina, Vertigo angustior
- pești (2): Barbus plebejus, Telestes muticellus

Pe lângă speciile protejate, pe teritoriul sitului au mai fost identificate 12 specii de plante, 6 specii de amfibieni, 10 specii de mamifere, 12 specii de nevertebrate, 1 specie de reptile.